# Chilcompton
Chilcompton è un villaggio con status di parrocchia civile nel Mendip, in Inghilterra.